# Hong Kong Space Museum

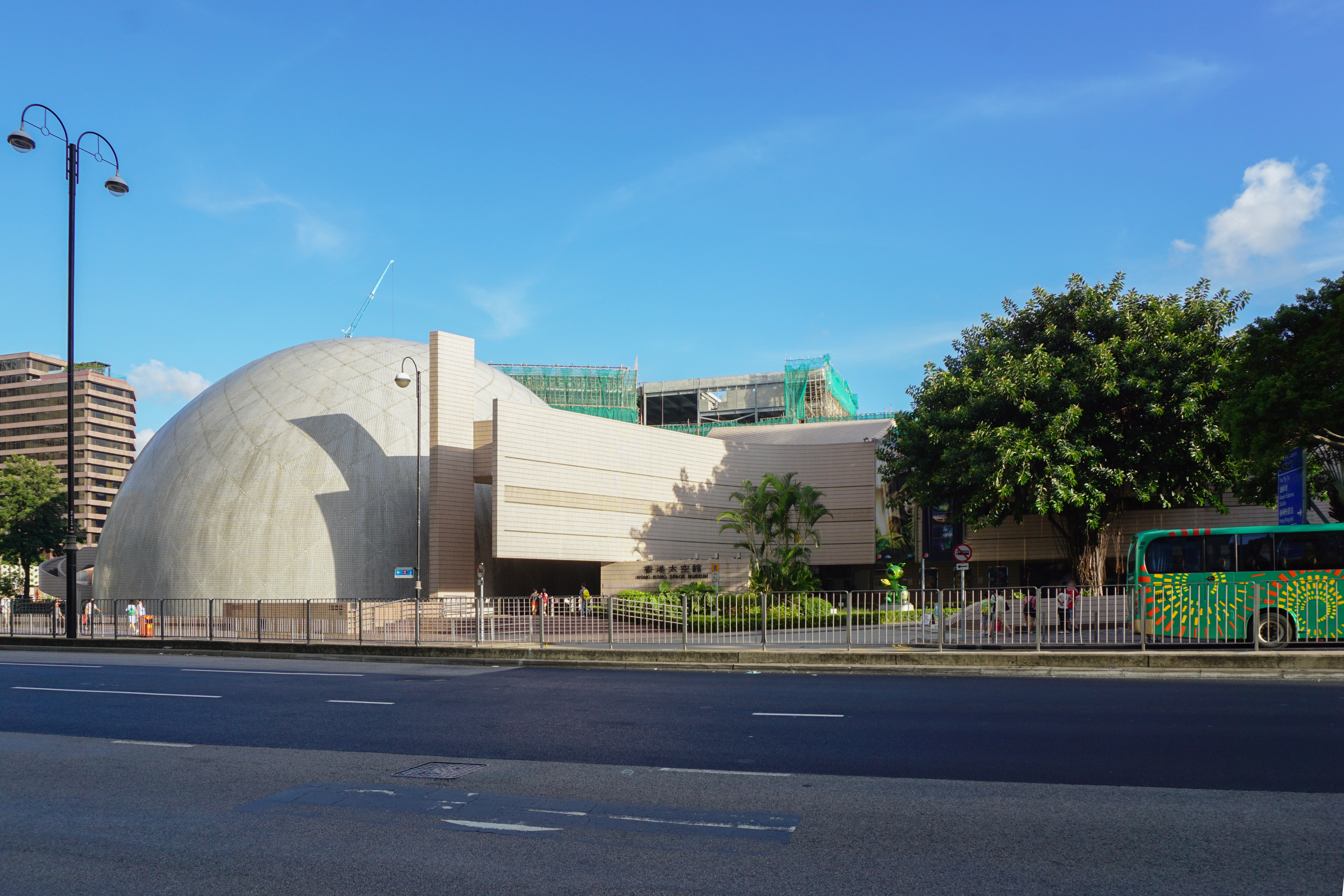
Hong Kong Space Museum mit Planetarium (links)

Das 1980 eröffnete Hong Kong Space Museum (Hongkonger Weltraummuseum; chinesisch 香港太空館), das sich im Bezirk Tsim Sha Tsui (Kowloon) befindet, ist das älteste Objekt im Hong Kong Cultural Centre Complex (HKCCC) und zugleich das erste lokale Planetarium zur Popularisierung der Astronomie und Weltraumforschung in Hongkong. Das Museum, das aus einem Planetarium und zwei Ausstellungshallen besteht, betreibt auch ein externes Observatorium namens iObservatory im Distrikt Sai Kung.
Die anderen Objekte im HKCCC sind Hong Kong Cultural Centre, Hong Kong Museum of Art und Salisbury Garden.

## Geschichte
Die ersten Überlegungen, in Hongkong ein Planetarium beziehungsweise ein Weltraummuseum zu bauen, wurden Anfang der 1960er-Jahre im Stadtausschuss angestellt. Die Entscheidung, das Space Museum auf dem heutigen Standort zu bauen, fiel 1973, 1977 begannen die Bauarbeiten. Die offizielle Eröffnung war am 7. Oktober 1980, für die Öffentlichkeit am 8. Oktober 1980. Die erste Modernisierung des Museum und der Ausstellungsräume wurde 1988 begonnen, 1991 kam es zu einer Neueröffnung. Eine Überholung des Museums war zuletzt für 2018 vorgesehen.

## Das Museum

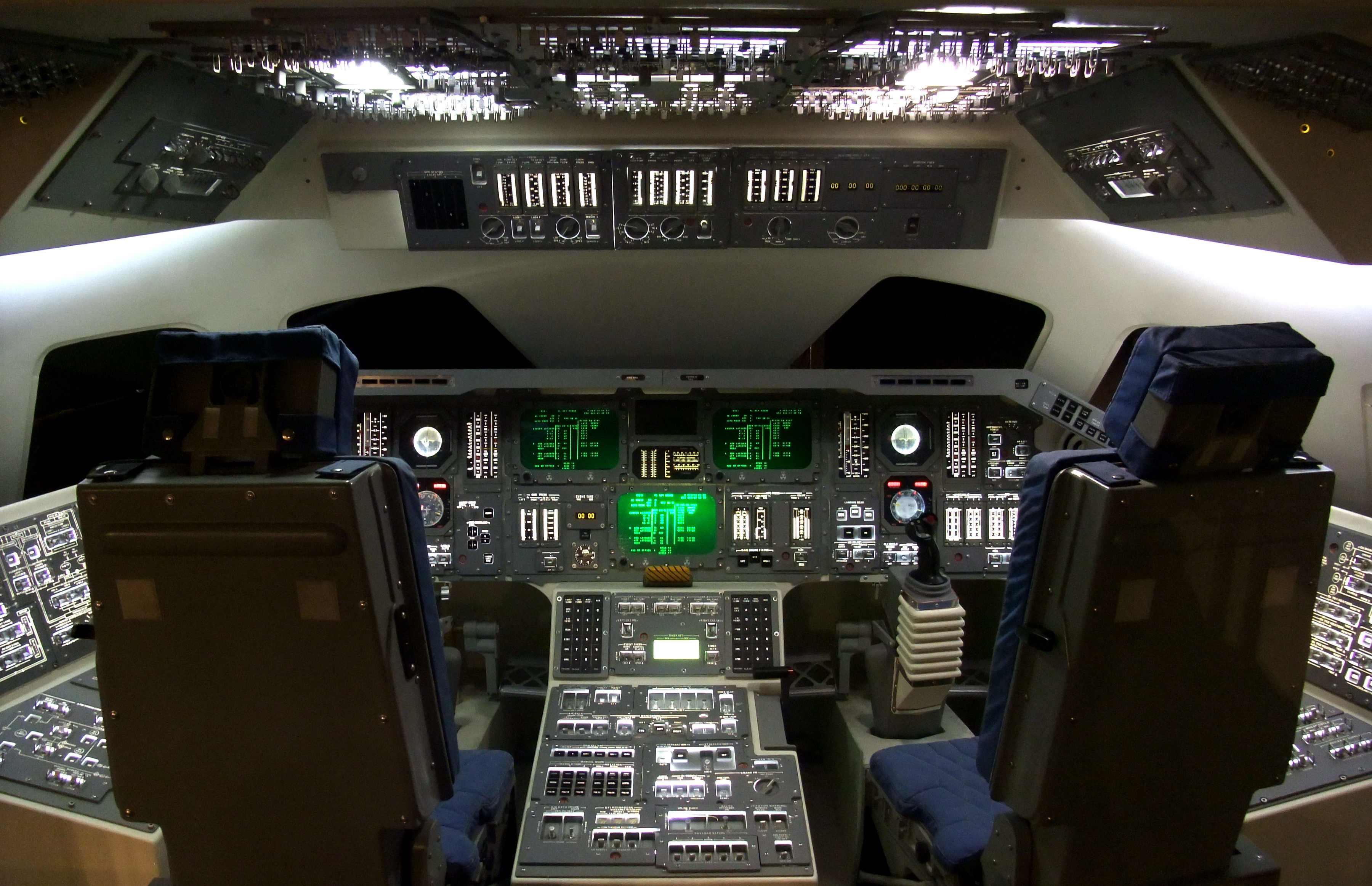
Space Shuttle Cockpit, ausgestellt im Museum

Das Museum umfasst zwei Flügel. In einem befindet sich unter einer eiförmigen Kuppel mit einem Durchmesser von 23 m das Planetarium – das Stanley Ho Space Theater – sowie die Hall of Space Science (Halle der Weltraumwissenschaft). Im anderen Flügel sind die Hall of Astronomy (Halle der Astronomie) und ein Hörsaal untergebracht. Im Planetarium finden unter anderem Einführungen in den Nachthimmel und zweimal jährlich spezielle Programme statt; im Saal befindet sich ein Omnimax-Filmprojektor. Die beiden Ausstellungshallen enthalten verschiedene Exponate, ferner werden hier verschiedene Astronomiewettbewerbe, Vorträge, Filmvorführungen usw. organisiert.
Im November 2008 eröffnete das Space Museum ein externes Observatorium (Hong Kong Space Museum Sai Kung iObservatory) in einem dreistöckigen Gebäude im Sai Kung Country Park (Halbinsel Sai Kung Peninsula, New Territories) mit einer Kuppel von 6 m Durchmesser. Dort arbeitet ein Cassegrain-Teleskop mit einem 60-cm-Spiegel.
Ebenfalls in den New Territories (im Chong Hing Water Sports Centre) betreibt das Museum seit dem 30. Januar 2010 einen Astropark.
Der erste Kurator des Space Museum war Joseph Liu, nach dem 1994 das Asteroid (6743) Liu benannt wurde. Das Museum unternahm einige Anstrengungen zur Verbesserung der Barrierefreiheit.